# عبد القادر فيدوح
عبد القادر فيدوح (1948-إلى الآن)، أكاديمي وناقد من الجزائر. من مواليد منطقة وهران -. أستاذ النقد ونظرية الأدب في جامعة وهران قبل أن ينتقل إلى جامعة البحرين. درس في جامعة وهران، حاصل على درجة الدكتوراة من مصر.
من اهتماماته الدراسات الفلسفية. أولى كتبه كان دراسة عن الاتجاه النفسي في نقد الشعر العربي كان عضوا في اتحاد الكتاب الجزائريين، وفي الجمعية الثقافية لمدينة وهران، تحديدا في فترة الثمانينات، وفي جمعيات ثقافية أخرى كثيرة منها «الملتقى الثقافي الأهلي بمملكة البحرين كرم في العديد من المناسبات. لديه كتاب دلائلية النص الأدبي صنفته إحدى الدراسات الأكاديمية للحصول على درجة الدكتور بأنه من الكتب الأولى في الدراسات العربية التي تناولت المنهج السيميائي بالتطبيق على نصوص شعرية». يعد من الأصوات المبادِرة في المشهد الثقافي، تخرج على يديه العشرات من الباحثين في مجال الدراسات العليا [ ماجستير / دكتوراه ].
أسهم بمقالات نقدية وثقافية في العديد من الصحف، والدوريات، والمجلات المحكمة، وعمل عميدا لكلية الآداب في جامعة وهران، أسهم في صياغة العديد من المشاريع الثقافية، والندوات، والمؤتمرات، ونشر الكتب، والدوريات المتخصّصة، عضو تحرير في العديد من المجلات المحكمة، منها مجلة ثقافات التي تصدر من مملكة البحرين.

## وصلات خارجية
- الموقع الرسمي